# Pax Assyriaca

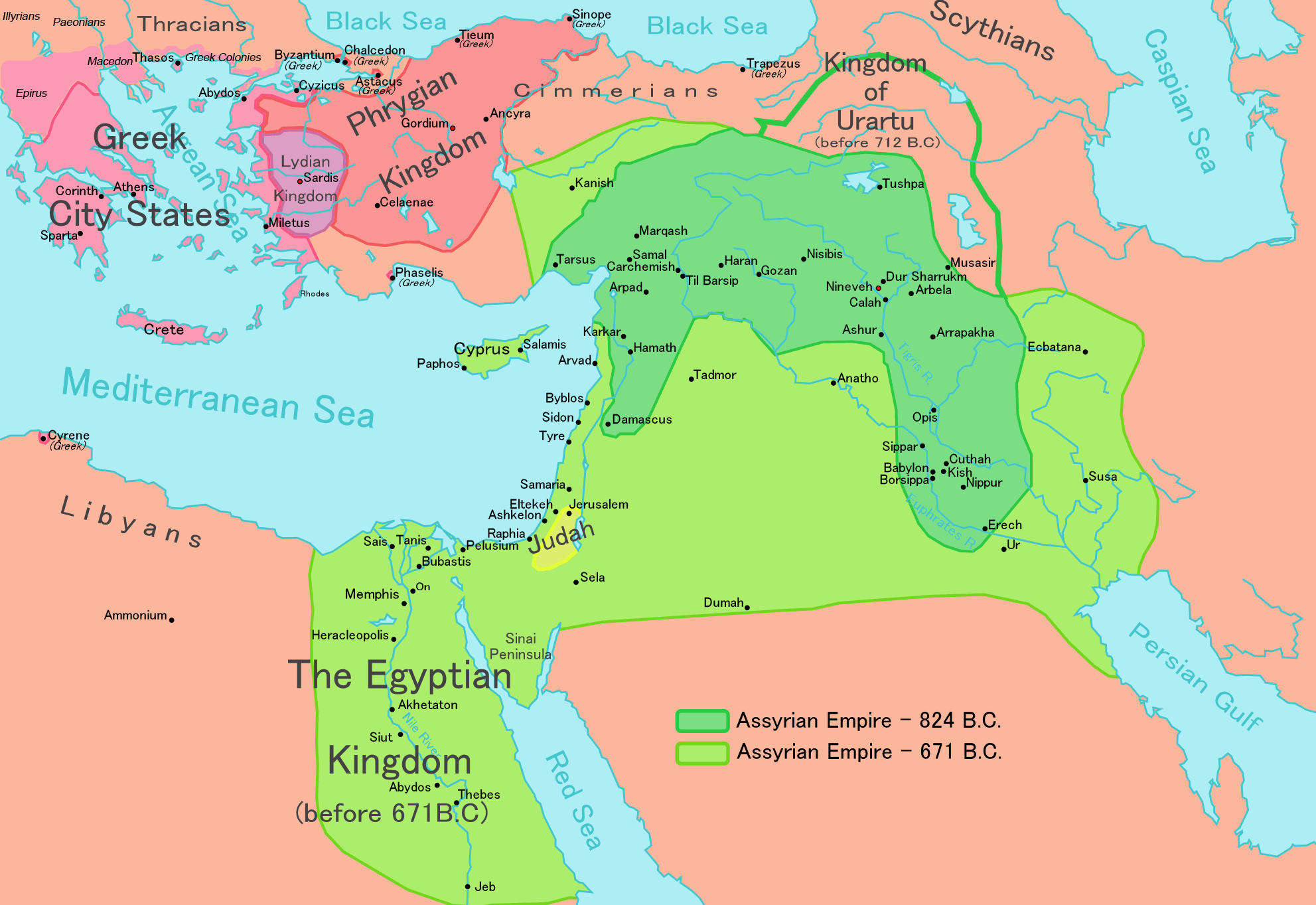
Ассирия во время наивысшего расцвета (правление Ашшурбанипала)

Pax Assyriaca («Пакс Асси́риака», лат. Ассирийский мир — по аналогии с Pax Romana и Pax Mongolica) — относительно длительный период мира на территории Новоассирийского царства в период гегемонии последнего на Ближнем Востоке в VII веке до н. э. (700—630/620 до н. э.). 
Один из примеров региональной гегемонии.